# Cameraria milletiae
Cameraria milletiae là một loài bướm đêm thuộc họ Gracillariidae. Nó được tìm thấy ở Malaysia (Sarawak, Selangor).
Sải cánh dài 4.5-5.3 mm.
Ấu trùng ăn Milletia sericea. Chúng ăn lá nơi chúng làm tổ.